# ヤマハ・CKシリーズ
CKシリーズ（シーケーシリーズ）は、ヤマハのステージキーボードの型番・商品名である。

## 概要
CKシリーズはライブ・ステージ活動を行うキーボーディストに向けた新しいサウンド・パレットとして、CPシリーズ、YCシリーズのサウンドとコンセプトを取り入れ、開発されたステージキーボードである。インターフェイスは、煩わしいメニュー操作を必要とせず直感的に操作できるように設計されている。ピアノ、エレピ、ストリングス、ブラス、そして専用ドローバーを備えたオルガンに、モダンなシンセサウンドまで、ステージで演奏するキーボーディストが必要とする音色を網羅し、曲に合わせサウンドエフェクト処理ができるようになっている。
また、ライブ・バンド演奏に最適となるよう、可搬性に優れた設計となっている。

## シリーズ一覧
CK-88
2023年3月発売。GHS鍵盤(黒鍵マット仕上げ・イニシャルタッチ付）の88鍵盤モデル。内蔵スピーカー、電池駆動に対応している。
CK-61
2023年3月発売。FSB鍵盤(イニシャルタッチ付）の61鍵盤モデル。内蔵スピーカー、電池駆動に対応している。